# 2007年太平洋飓风季时间轴

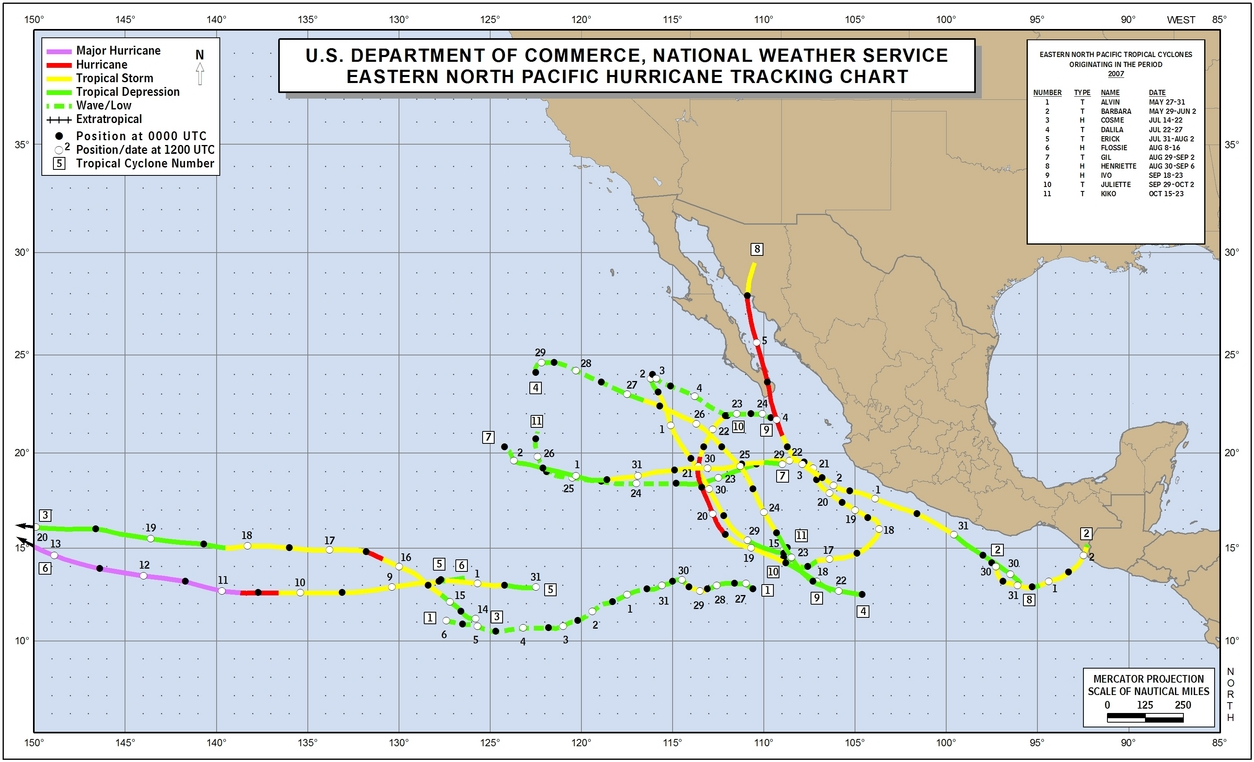
2007年太平洋飓风季所有风暴的路径图

2007年太平洋飓风季时间轴中记录了2007年太平洋飓风季期间东太平洋盆地所有热带和亚热带气旋形成、增强、减弱、登陆、转变成温带气旋以及消散的具体信息。美国国家飓风中心每年都会对前一年飓风季的所有天气系统进行重新分析，并根据结果更新其风暴数据库，因此以下时间轴中还包含有实际操作中没有发布的信息。包括风速、位置、距离在内的所有数字都是经四舍五入换算成整数。
本季于2007年5月15日从东太平洋（西经140°以东的太平洋）、2007年6月1日从中太平洋（国际日期变更线到西经140°的太平洋）正式开始，同年11月30日结束，传统上这样的日期界定了一年中绝大多数热带气旋在国际日期变更线以东太平洋形成的时间段。这一季的开局较为缓慢，到7月底时，飓风季的气旋能量指数在地球同步卫星时代从1966年太平洋飓风季开始以来已属第三低之列。这种活动性较低的趋势一直持续到了8月份，按气旋能量指数计算，这也是自1971年太平洋飓风季开始有可靠记录以来第三平静的8月。6月，热带风暴芭芭拉给墨西哥东南部带去暴雨，造成价值5500万美元（2007年美元，相当于2025年的8082萬美元）的农作物损失。8月，飓风弗洛西在东太平洋形成并进入中太平洋，飓风对夏威夷构成威胁，但造成的破坏很小。9月初，飓风亨丽埃特在墨西哥西南部降下暴雨，导致9人遇难，经济损失达到2500万美元（2007年美元，相当于2025年的3674萬美元）。

## 风暴时间轴

### 5月
5月15日
- 东太平洋飓风季正式开始。

5月27日
- 协调世界时凌晨0点：第一号热带低气压在下加利福尼亞州最南端以南约555公里海域形成。

5月29日
- 凌晨0点：第一号热带低气压达到热带风暴强度标准并获命名为“阿尔文”（Alvin）。
- 下午18点：第二号热带低气压在墨西哥瓦哈卡州埃斯孔迪多港东南偏南方向约185公里洋面发展形成。

5月30日
- 早上6点：热带风暴阿尔文减弱成热带低气压。

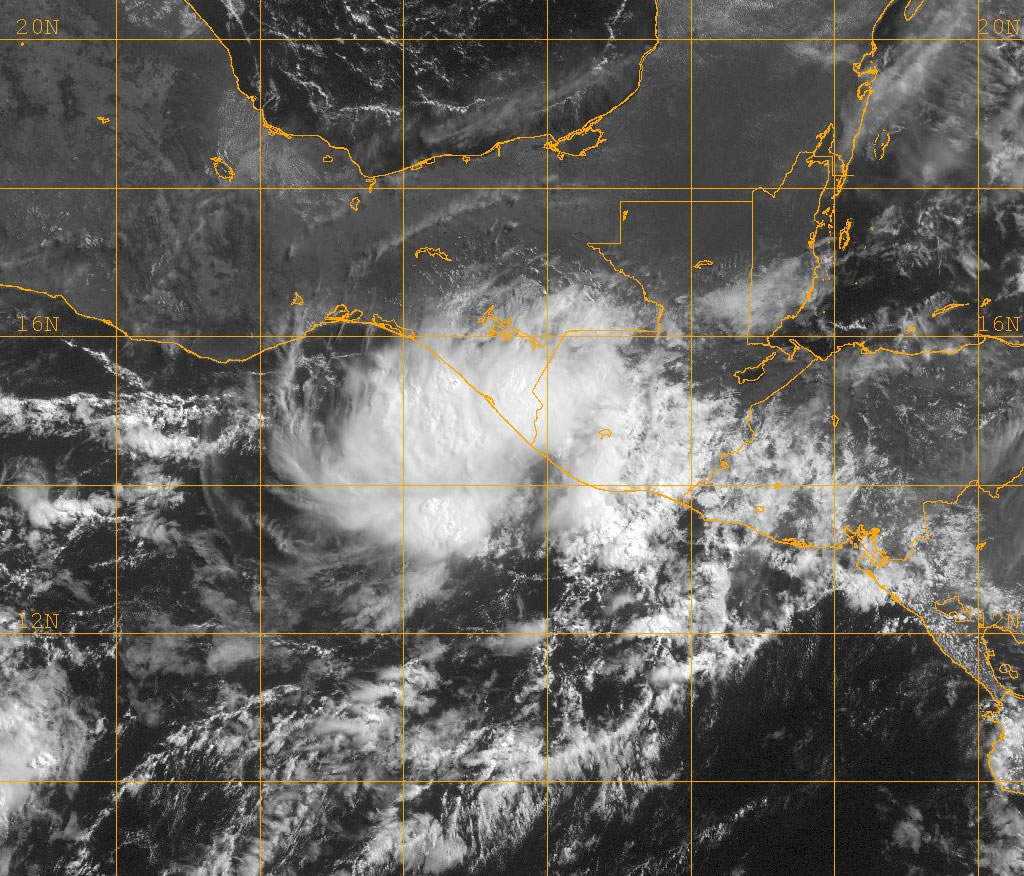
即将登陆的热带风暴芭芭拉

- 中午12点：第二号热带低气压强化成热带风暴并获名“芭芭拉”（Barbara）。

### 6月
6月1日
- 中太平洋飓风季正式开始。
- 凌晨0点：热带低气压阿尔文退化成残留低气压。
- 凌晨0点：热带风暴芭芭拉降级成热带低气压。
- 早上6点：热带低气压芭芭拉重新达到热带风暴标准。

6月2日
- 下午13点：热带风暴芭芭拉以每小时85公里风速从墨西哥和危地马拉边界西北方向附近登陆。
- 下午18点：热带风暴芭芭拉减弱成热带低气压。

6月3日
- 凌晨0点：热带低气压芭芭拉消散。

6月11日
- 中午12点：第三号热带低气压在下加利福尼亚半岛最南端以南约835公里海域形成

6月13日
- 凌晨0点：第三号热带低气压退化成残留低气压。

### 7月
7月9日
- 下午18点：第四号热带低气压在下加利福尼亚州西南方向数百英里外发展形成。

7月11日
- 早上6点：第四号热带低气压退化成残留低气压。

7月14日
- 中午12点：第五号热带低气压在下加利福尼亚州最南端西南偏南方向约1110公里洋面形成。
- 中午12点：第六号热带低气压在墨西哥和夏威夷群岛之间海域的中间位置发现形成。

7月15日
- 下午18点：第六号热带低气压增强成热带风暴并获名“科斯梅”（Cosme）。

7月16日
- 凌晨0点：第五号热带低气压退化成残留低气压。

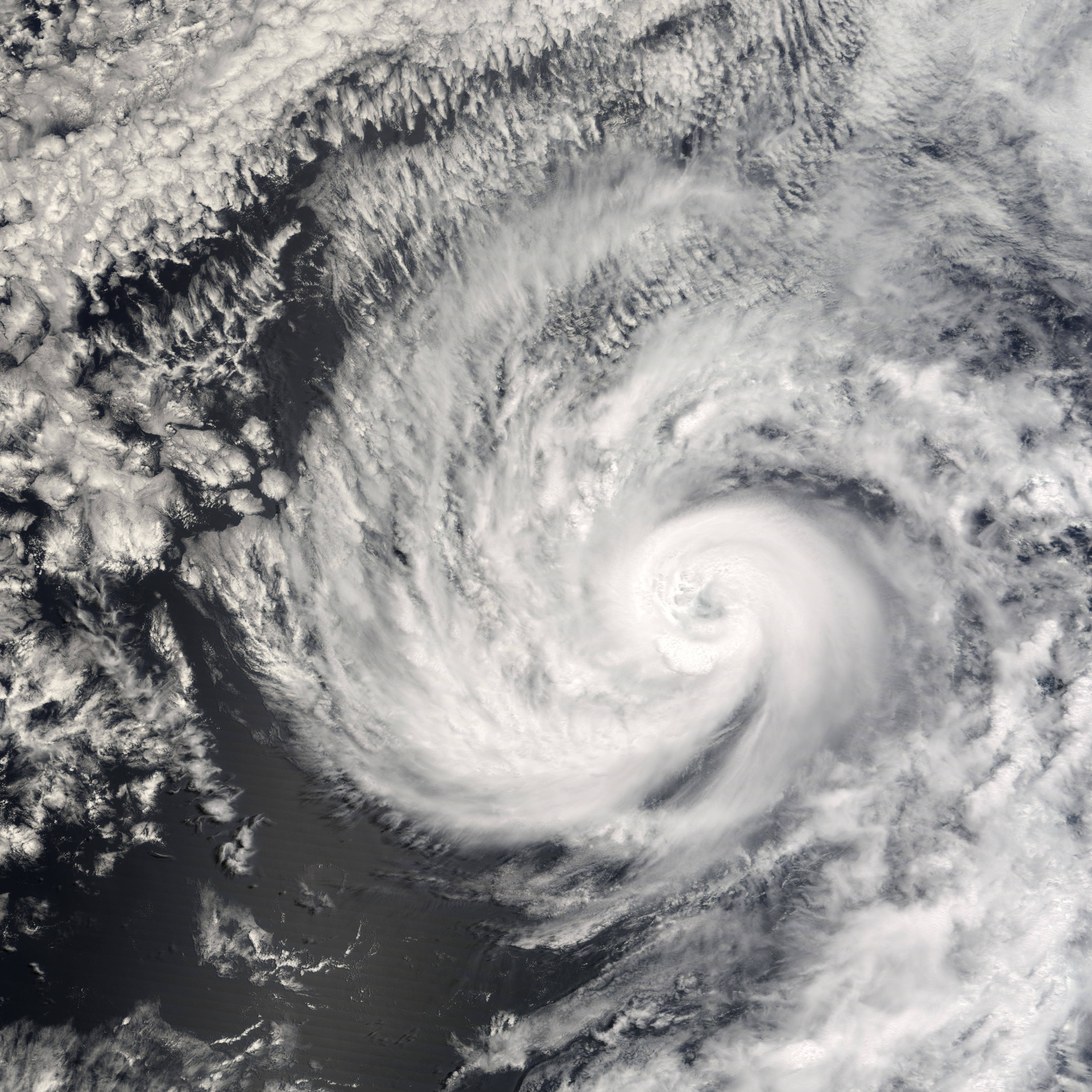
即将达到最高强度的飓风科斯梅

- 下午18点：热带风暴科斯梅成为2007年太平洋飓风季的首场飓风。

7月17日
- 凌晨0点：飓风科斯梅降级成热带风暴。

7月18日
- 下午18点：热带风暴科斯梅弱化成热带低气压，同时穿过西经140°进入中太平洋飓风中心责任范围。

7月22日
- 凌晨0点：第七号热带低气压在曼萨尼约以南洋面形成。
- 下午18点：热带低气压科斯梅逐渐消散，气象部门发表了针对该天气系统的最后一份公告。

7月24日
- 凌晨0点：第七号热带低气压达到热带风暴强度标准并获命名为“达利拉”（Dalila）。

7月27日
- 早上6点：热带风暴达利拉降级成热带低气压。
- 下午18点：热带低气压达利拉退化成低气压。

7月31日
- 中午12点：第八号热带低气压在下加利福尼亚州最南端西南方向约1715公里海域发展形成。

### 8月
8月1日
- 凌晨1点：第八号热带低气压达到热带风暴标准并获名“埃里克”（Erick）。

8月2日
- 凌晨0点：热带风暴埃里克减弱成热带低气压。
- 早上6点：热带低气压埃里克退化成东风波。

8月8日
- 下午18点：第九号热带低气压在下加利福尼亚州西南方向洋面形成。

8月9日
- 凌晨0点：第九号热带低气压升级成热带风暴并获名“弗洛西”（Flossie）。

8月10日

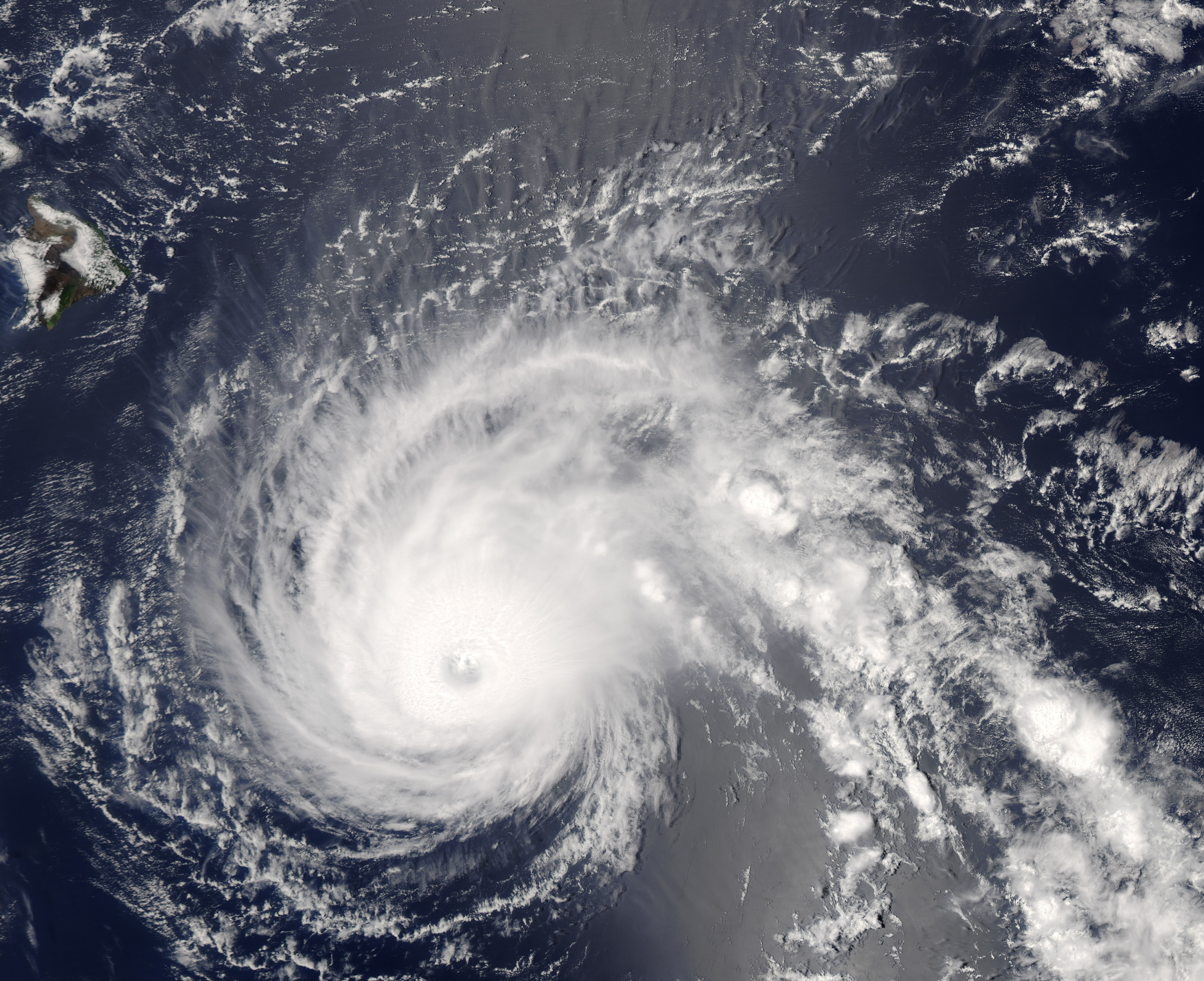
飓风弗洛西逼近夏威夷

- 中午12点：热带风暴弗洛西升级成全季第二场飓风。

8月11日：
- 早上6点：飓风弗洛西成为本季首场大型飓风。
- 中午12点：飓风弗洛西达到四级飓风强度并穿越西经140°进入中太平洋飓风中心责任区域。

8月15日
- 中午12点：飓风弗洛西降级成热带风暴。

8月16日
- 早上6点：热带风暴弗洛西减弱成热带低气压。
- 下午18点：热带低气压弗洛西消散。

8月29日
- 中午12点：第十号热带低气压在墨西哥曼萨尼约以西海域形成。
- 下午18点：第十号热带低气压升级成热带风暴并获名“吉尔”（Gil）。

8月30日
- 早上6点：第十一号热带低气压在墨西哥阿卡普尔科东南方向洋面发展形成。

8月31日
- 中午12点：第十一号热带低气压达到热带风暴强度并获命名为“亨丽埃特”（Henriette）。

### 9月
9月1日
- 凌晨0点：热带风暴吉尔减弱成热带低气压。

9月2日
- 下午18点：热带低气压吉尔退化成残留低气压。

9月4日
- 早上6点：热带风暴亨丽埃特达到飓风强度。
- 晚上21点：飓风亨丽埃特以风力时速130公里强度从墨西哥南下加利福尼亚州圣何塞－德尔卡沃（San José del Cabo）以东不远处登陆。

9月6日
- 凌晨0点：飓风亨丽埃特强度回落到热带风暴标准。
- 凌晨0点：热带风暴亨丽埃特从瓜伊马斯附近第二次登陆墨西哥。
- 早上6点：热带风暴亨丽埃特降级成热带低气压。

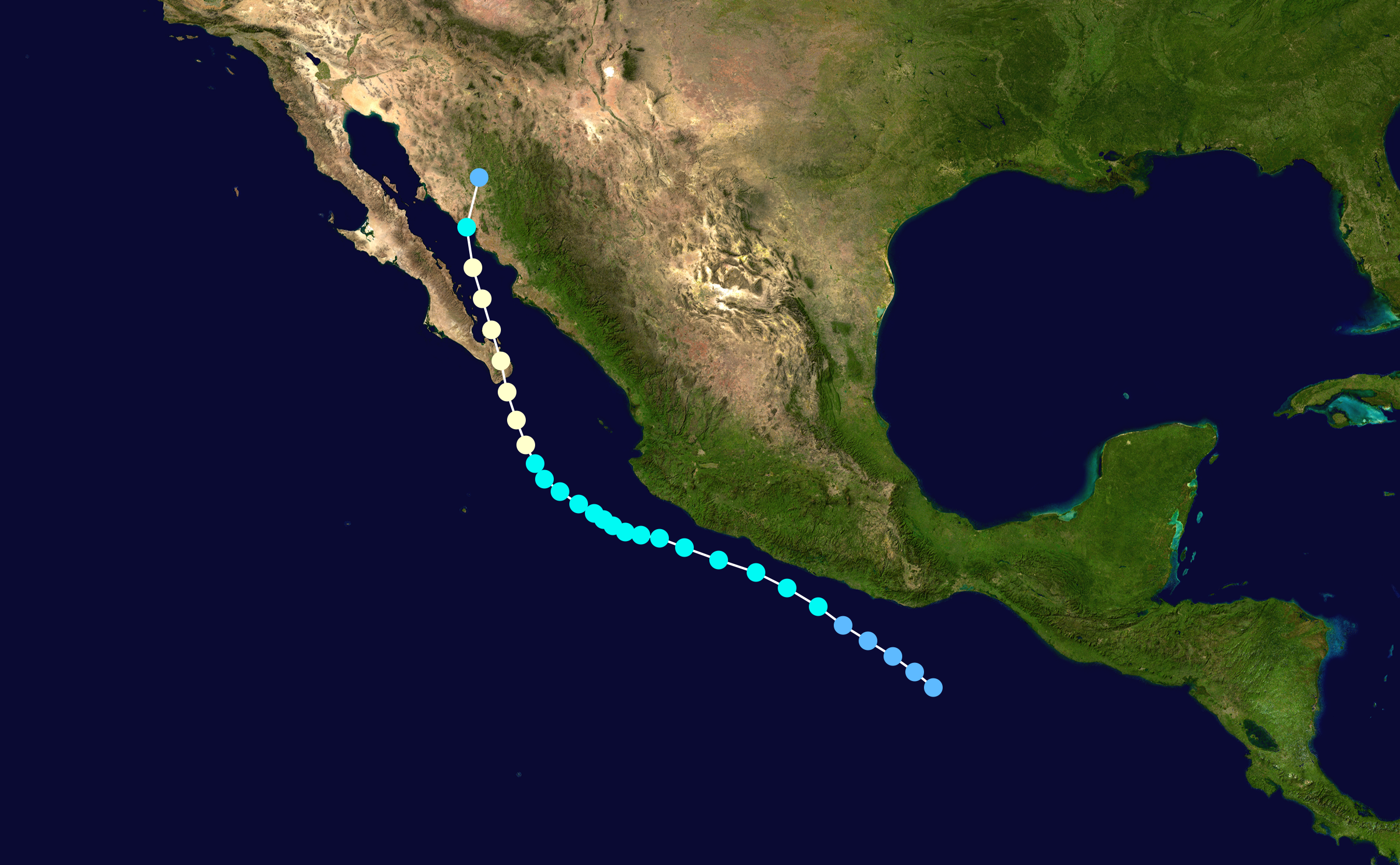
飓风亨丽埃特行进路线图

- 中午12点：热带低气压亨丽埃特消散。

9月18日
- 早上6点：第十二号热带低气压在下加利福尼亚州最南端东南偏南方向海域形成。

9月19日
- 凌晨0点：第十二号热带低气压强化成热带风暴并获名“伊沃”（Ivo）。
- 早上6点：第十三号热带低气压在下加利福尼亚州最南端的西南偏西方向洋面发展形成。

9月20日
- 凌晨0点：热带风暴伊沃达到飓风强度。

9月21日
- 凌晨0点：第十三号热带低气压退化成残留低气压。
- 下午18点：飓风伊沃降级为热带风暴。

9月23日
- 凌晨0点：热带风暴伊沃弱化成热带低气压。
- 下午18点：热带低气压伊沃退化成低气压。

9月29日
- 凌晨0点：第十四号热带低气压在曼萨尼约西南偏西方向海域形成。
- 中午12点：第十四号热带低气压升级成热带风暴并获命名为“朱丽叶”（Juliette）。

### 10月
10月2日
- 凌晨0点：热带风暴朱丽叶减弱成热带低气压。
- 中午12点：热带低气压朱丽叶降级成残留低气压。

10月15日
- 凌晨0点：第十五号热带低气压在曼萨尼约西南方向洋面发展形成。

10月16日

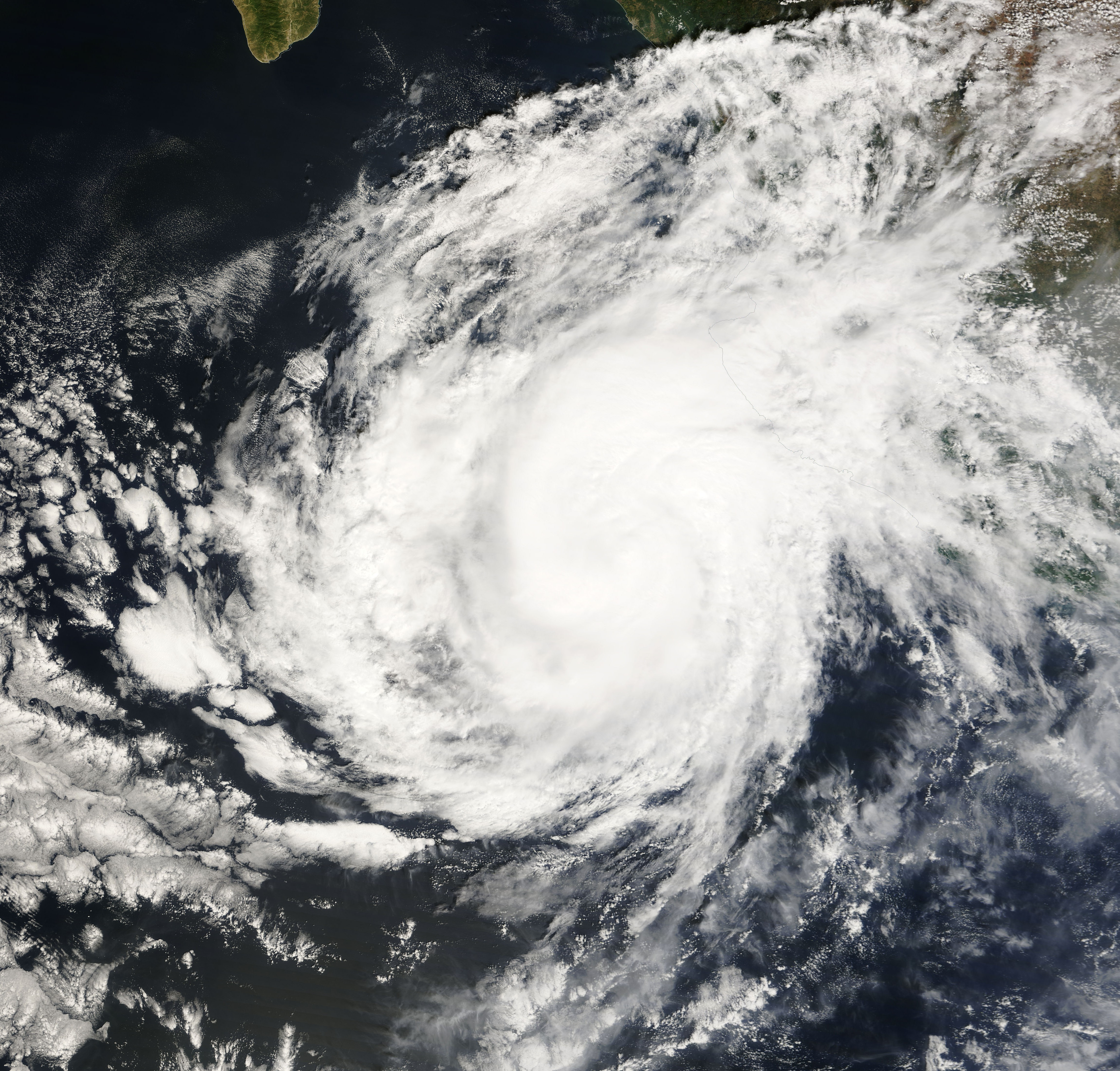
10月20日的热带风暴基科

- 中午12点：第十五号热带低气压升级成热带风暴并获名“基科”（Kiko）。
- 下午18点：热带风暴基科降级成热带低气压。

10月17日
- 早上6点：热带低气压基科重新增强为热带风暴。

10月23日
- 凌晨0点：热带风暴基科再度减弱成热带低气压。

10月24日
- 凌晨0点：热带低气压基科退化成残留低气压。

### 11月
11月30日
- 2007年中太平洋和东太平洋飓风季正式结束。

## 解释说明
1. ↑  东风波指的是沿信风移动的低压槽[14]。
2. ↑  大型飓风指最大持续风速可以在萨菲尔-辛普森飓风等级中达到三级或以上的风暴[14]。